# فالنتاين جونستون
فالنتاين جونستون (بالإنجليزية: Valentine Johnston)‏ هو سياسي أسترالي، ولد في 27 ديسمبر 1880، وتوفي في 11 فبراير 1957. حزبياً، نشط في حزب العمال الأسترالي. وقد انتخب عضو الجمعية التشريعية نيو ساوث ويلز.